# Linx
Linx es una empresa brasileña de software de gestión, como así también la empresa de software más grande entre los sistemas de gestión de comercios en Latinoamérica. Según la empresa estadounidense de consultoría tecnológica IDC, Linx conserva el 40,2 % del software de gestión de comercios en Brasil. En 2007, Linx fue incluida por tercera vez en el informe anual de Valor 1000, que enumera las 1000 empresas brasileñas más grandes.

## Comienzos de la historia
Linx fue fundado en 1985 por el nativo de São Paulo, Nércio Fernandes, que dejó la universidad para crear la empresa de microinformática Microserv Comércio e Consultoria Ltda. La empresa creó MicroMalhas, un software dirigido al comercio de la moda. En 1990, el software fue renombrado como Linx y, más tarde, se convirtió en Linx ERP, el software emblemático del grupo, dirigido a diferentes segmentos comerciales. Linx Logística, una unidad especializada en logística interna, se creó en el año 2000. La empresa creció para incluir a Linx Sistemas, Linx Logística y Linx Telecom, por lo que se estableció un grupo empresarial. En 2004, surgió LMI S. A. y más tarde fue renombrada Linx S. A.
En 2008, Linx adquirió Quadrant Informática Ltda. por 39,9 millones de reales. n 2009, Linx Sistemas compró Formata Data Business, ubicada en Belo Horizonte, MG, CSI Comércio Soluções Inteligentes Ltda. por 41,1 millones de reales, e InterCommerce Retail Software por 13,6 millones de reales.
Linx se trasladó en 2011 a un edificio comercial de 10 pisos en la ciudad de São Paulo. También en 2011, Linx firmó una sociedad y recibió una inversión de General Atlantic, un fondo estadounidense de capital privado. En 2011, Linx también compró Custom Business Solutions Ltda., valorada en 4,7 millones de reales, Spress Informática S. A. por 29,8 millones de reales y Microvix Software S. A. por 42,8 millones de reales.
En 2012, Linx Sistemas adquirió Compacta Informática Ltda. por 46,2 millones de reales. También en 2012, la empresa firmó un contrato para la transferencia de tecnología con Bitix Consultoria em Tecnologia da Informação Ltda. por 683 000 reales.
En 2013, Linx presentó una solicitud de oferta pública de acciones (IPO) ante la Comisión de bolsa y valores. Ese mismo año, Linx Sistemas e Consultoria Ltda. firmó un contrato de compra y venta de acciones con los titulares de todo el capital social de Direção Processamento de Dados Ltda. estimado en 26,5 millones de reales. En el mismo año, la empresa compró Seller Corp Ltda. por 10,1 millones de reales, Opus Software Comércio e Representações Ltda. por 9 millones de reales, Ionics Informática e Automação Ltda. por 12 millones de reales, y LZT Soluções em Informática Ltda. por 30,5 millones de reales. En 2014, Linx alcanzó 331,3 millones de reales en ingresos operacionales brutos, lo que representó un aumento del 27,9 % en comparación con 2013. En 2014, Linx adquirió empresas como Rezende Sistemas Ltda., Net4Biz por 49,9 millones de reales, Big Sistemas por 38,7 millones de reales y Softpharma por 65 millones de reales. En el mismo año, Linx formó parte de una empresa conjunta con Cielo. Esta nueva empresa se creó para ofrecer una plataforma integrada de gestión y pago para dueños de pequeñas empresas brasileñas. En noviembre del año siguiente, la empresa conjunta se disolvió.

## Renovación de la marca
En 2015, la empresa presentó una marca y postura nueva para celebrar su trigésimo aniversario con el eslogan Software que move o varejo en colaboración con la agencia de comercialización FutureBrand.
Ese mismo año, Linx adquirió Neemu y Chaordic por 55,98 millones de reales. En noviembre de 2016, Linx adquirió Intercamp Sistemas y Comércio de Informática S. A. por 28 millones de reales. Intercamp estuvo activo en la comercialización del desarrollo de software para gasolineras y minimercados. La primera adquisición internacional expandió la empresa a América Latina con la compra del grupo argentino Synthesis por $16,3 millones en julio de 2017.
En octubre de 2017, Linx adquirió Shopback a través de la filial Linx Sistemas e Consultoria. Shopback es una plataforma enfocada en tecnologías de retención mediante el compromiso y la recuperación de clientes. Se considera que es la empresa líder en el mercado brasileño. La transacción tuvo un valor de 39 millones de reales con 17,56 reales adicionales según el desempeño financiero y operacional de la empresa entre 2017 y 2019.
En el mismo año, Linx adquirió la Percycle, startup de tecnología y plataforma líder en publicidad nativa, por R$ 13 millones. El acuerdo previó que el valor total de la compra podría llegar a R $ 22,73 millones en caso de alcanzar metas financieras y operativas en los tres años siguientes a la compra.
En marzo del 2018, Linx adquirió a ITEC Brazil, una empresa de desarrollo y comercialización de softwares de gestión y automación para farmacias de mediano y grande porte, por una inversión inicial de R$ 16.4 millones. El acuerdo financiero incluye un adicional sujeto al alcance de las metas entre los años 2018 y 2020, lo que podrá llegar a R$ 9.1 millones.
La segunda adquisición del año fue en abril, cuando la empresa adquirió en su totalidad a Único Sistemas e Consultoría por R$ 16 millones. Siguiendo con el modelo de acuerdo sujeto al cumple de metas, tal transacción puede alcanzar un adicional de R$ 9 millones, hasta 2010. Con enfoque en el desarrollo de herramientas multicanales de gestión y promoción de fidelidad, esta adquisición confirma la inversión de Linx en sistemas de relación entre empresas y clientes.

## Proyectos sociales
En colaboración con el Instituto Ayrton Senna, Linx promueve la implementación del proyecto denominado Política de Aprendizagem Escolar, "Política de aprendizaje escolar", que presenta soluciones educativas dirigidas a la alfabetización, como Se Liga, y a la aceleración del aprendizaje para estudiantes de escuela primaria en la ciudad de Recife y sus alrededores, como Acelera.
Linx cerró una asociación con Movimento Arredondar, "Movimiento de redondeo", que permitió que los establecimientos comerciales que usan los sistemas Linx POS, Linx Microvix y Linx Degust ofrezcan a sus clientes la opción de redondear los centavos en las compras para la donación. Todas las ganancias se destinan a organizaciones sociales seleccionadas que trabajan a favor de los ocho objetivos del milenio de la ONU.
Linx reformuló el programa de Junior Achievement llamado Mini-Company y creó Mini-Company de Linx. Mini-Company de Linx les ofrece a los estudiantes de segundo año la oportunidad de experimentar la economía y los negocios a través de la operación de una empresa administrada por estudiantes. El proyecto incluye una herramienta de gestión digital y una comunidad virtual para estudiantes y egresados.
En 2012, Linx financió la exposición titulada São Paulo: um novo olhar sobre a história, que retrató a la ciudad a través de la historia del comercio minorista y su influencia en las transformaciones urbanas del siglo XIX. La exposición se presentó en la estación Sé en el metro de São Paulo durante 45 días.
Linx también patrocinó el libro Vitrinas: História, arte e consumo em São Paulo de Sylvia Demetresco en 2015, que se envió a todos los clientes de la empresa como regalo navideño